# Geografía de Nigeria

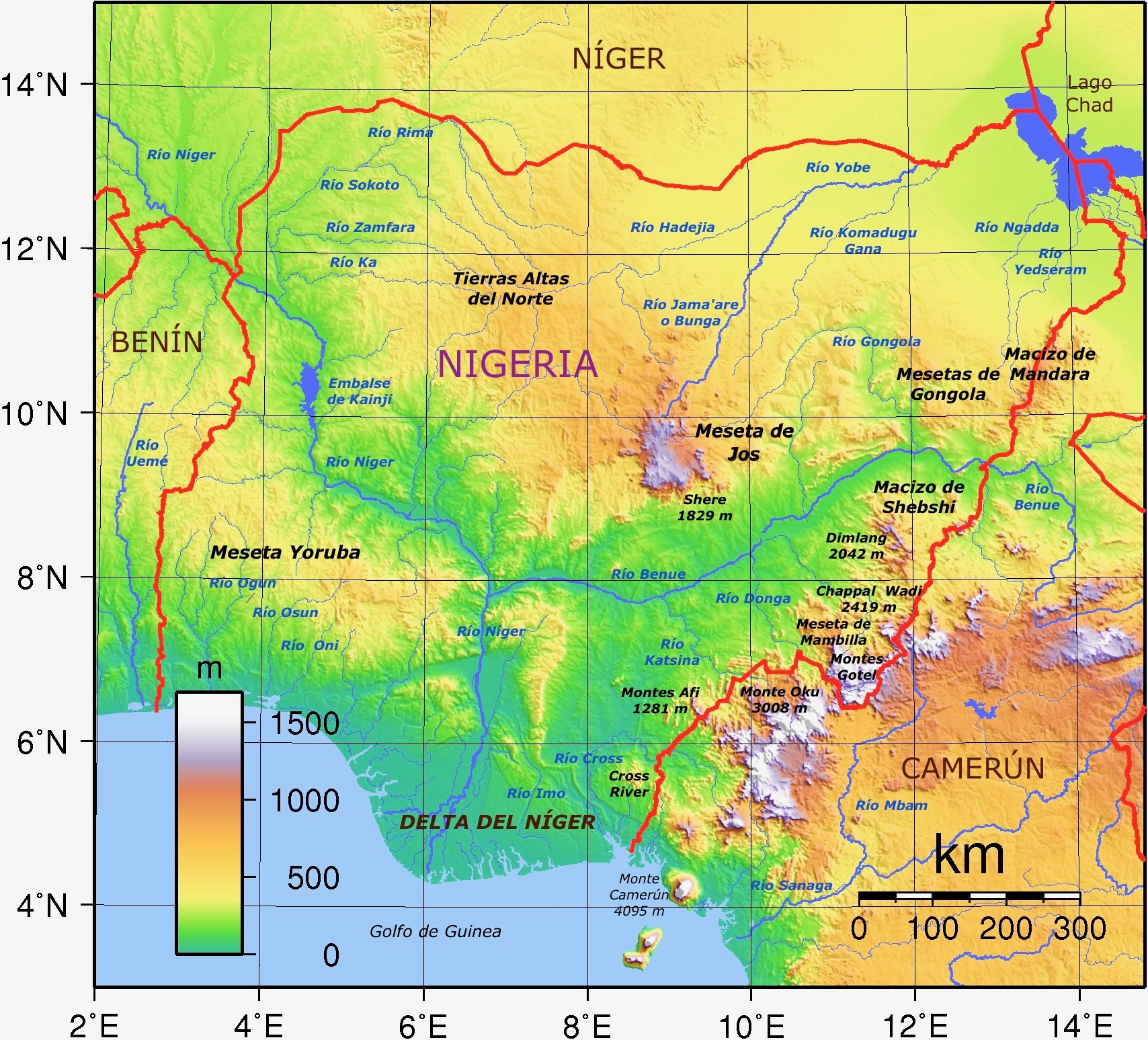
Mapa topográfico de Nigeria con las montañas y ríos más importantes

Nigeria es un país situado en África occidental con una superficie de 923 768 km², entre los 3 y los 14° de longitud, y los 4 y los 14 ° de latitud. Limita al sur con el golfo de Guinea al este con Camerún, al noreste con Chad, al norte con Níger y al oeste con Benín. No existe acuerdo entre el punto límite exacto entre Nigeria, Chad, Benín y Camerún, que se sitúa sobre el lago Chad. La zona costera tiene más de 800 km de longitud; en cuanto a la anchura, el país tiene 1200 km de anchura y unos 1050 km de norte a sur. Topográficamente, oscila entre las tierras bajas de la costa y el valle bajo del río Níger hasta las mesetas del norte y las montañas del extremo oriental. Gran parte del país está entrelazado por ríos. Ecológicamente, varía desde el bosque tropical en el sur a la sabana en el lejano norte, con una gran variedad de plantas y animales.

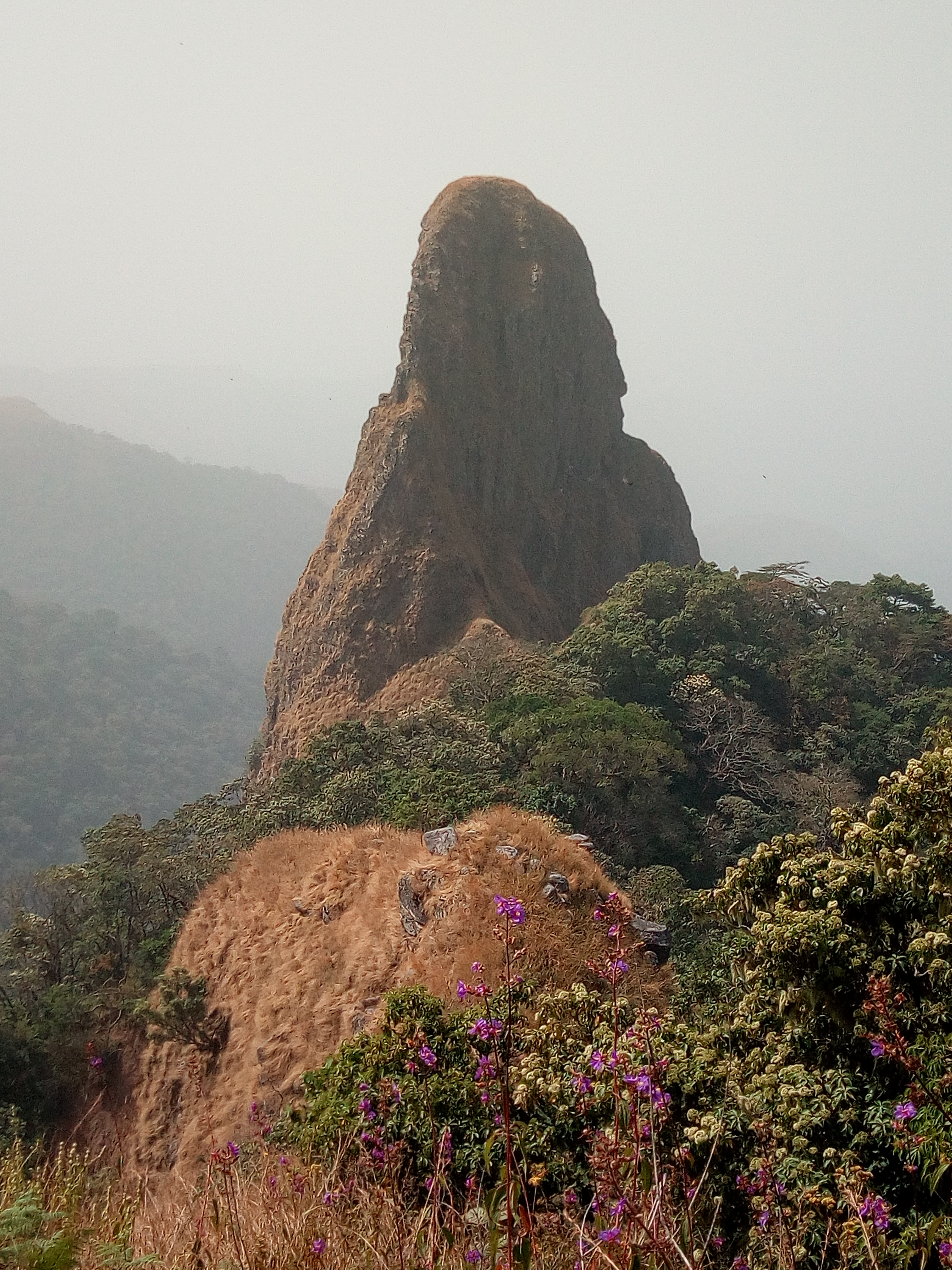
Chappal Waddi, la montaña más alta de Nigeria, de 2419 m, en la frontera con Camerún.

## Relieve
Los amplios valles de los ríos Níger y Benue forman la región más amplia del país. El Níger entra en el país por el noroeste, el Benue por el nordeste; los dos ríos se unen en Lokoja, en la parte sur central y continúan hacia el sur, donde vierten en el océano Atlántico en el delta del Níger. Juntos, tienen la forma de una Y. La densidad de población y el desarrollo agrícola son menores en los valles del Níger y el Benue que en otras zonas. Al norte del valle del Níger se encuentran las altas llanuras de los hausas (más de 55 millones en Nigeria), una región con una altura media de 800 m relativamente suave, con emergencias graníticas. La meseta de Jos, cerca del centro geográfico de Nigeria, de 8600 km², rodeada de escarpes de 300-600 m, tiene una elevación de 1300 m, que culminan a 1829 m en las colinas de Shere. Al nordeste, las llanuras de los hausas descienden hasta la cuenca del lago Chad, una zona arenosa de escasas elevaciones, Al noroeste, la llanura mesetaria desciende hacia las tierras bajas de Sokoto (480 m).
Al sudoeste del valle del Níger, en el lado izquierdo de la Y, se encuentras las tierras altas onduladas de los yoruba. Entre estas tierras relativamente elevadas y la costa discurre una llanura costera de unos 80 km de anchura media desde Benín hasta el delta del Níger. El delta, la base de la Y, que separa la costa sudoeste de la costa sudeste, tiene unos 36 000 km² de tierras pantanosas y múltiples canales que llevan el agua de los ríos hasta el océano. Varios de estos canales y lagos interiores son navegables.
La costa sudeste de Nigeria consiste en una llanura sedimentaria que se puede considerar una extensión de la llanura occidental. Está marcada por una serie de barras arenosas, salpicadas de lagunas que favorecen los manglares. La corriente de Guinea transporta grandes cantidades de arena que deposita a lo largo de la costa y no favorece los puertos naturales. Los que existen, deben ser dragados continuamente.
Hacia el interior de la costa oriental, el terreno se eleva progresivamente, formando estratos. En la zona más oriental, en la frontera con Camerún, aparecen diversas sierras y mesetas, entre ellas el macizo de Mandara (1494 m), el macizo de Shebshi, que culmina en el monte Dimlang, de 2042 m; los montes Atlantika, una prolongación de la línea de volcanes de Camerún, que culmina a 1885 m, y la meseta de Mambilla, que supera los 1500 m de altitud media, con poblaciones a 1800 m y que culminan en el monte más alto de Nigeria, el Chappal Waddi, de 2419 m.

## Ecosistema
En Nigeria coexisten cinco divisiones topográficas principales. En primer lugar la región más cercana a la costa del golfo de Guinea, donde se pueden encontrar ecorregiones como la selva costera del Cross-Sanaga y Bioko, el manglar de África central y la selva pantanosa del delta del Níger, en la desembocadura de este río. Al norte de esta se extiende una región de colinas y mesetas de baja altura. El río Níger y sus afluentes definen otra región, donde se puede encontrar la selva de transición del Cross-Níger.

### El delta del Níger

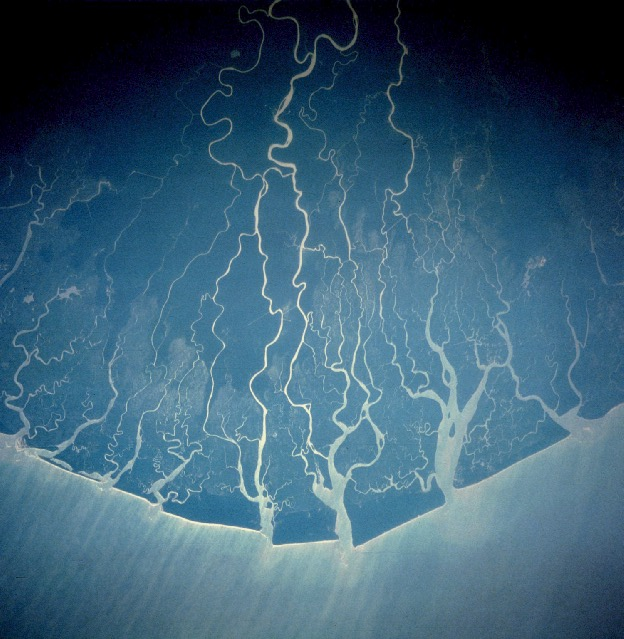
Delta del Níger visto desde el espacio

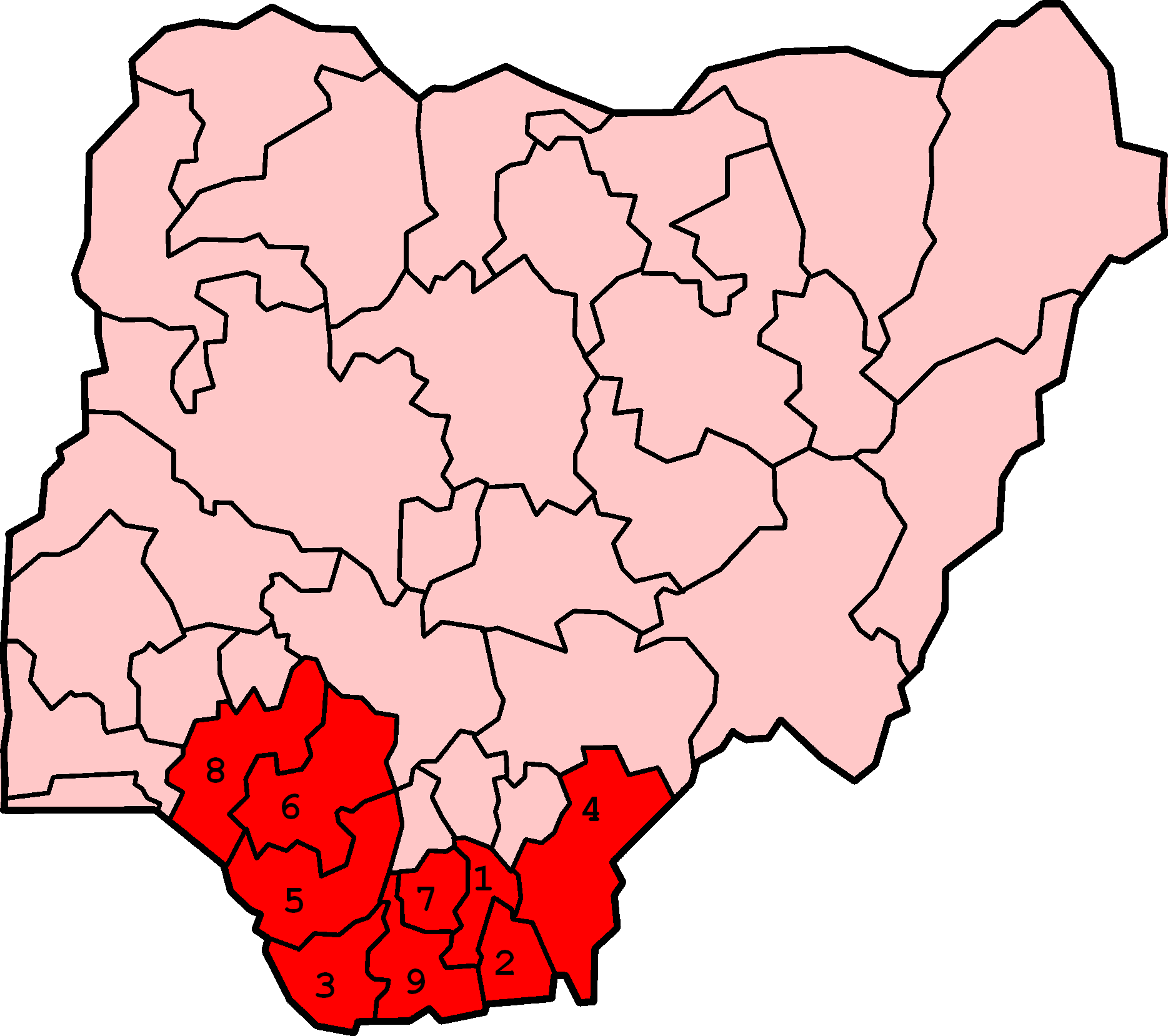
Estados que forman parte del delta del Níger. 1. Abia, 2. Akwa Ibom, 3. Bayelsa, 4. Cross River, 5. Delta, 6. Edo, 7.Imo, 8. Ondo, 9. Rivers

El delta del Níger ocupa una superficie de unos 70 000 km², el 7,5 % de la masa terrestre de Nigeria. Está formado, histórica y cartográficamente, por los estados de Bayelsa, Delta y Rivers. En el año 2000, el régimen de Olusegun Obasanjo incluyó los estados de Abia, Akwa Ibom, Cross River, Edo, Imo y Ondo. Viven en el delta unos 31 millones de personas de 40 grupos étnicos que incluyen los bini o edo, efik, esan, ibibio, igbo, annang, yoruba, oron, ijaw, ikwerre, Abua-Odual, itsekiri, isoko, urhobo, ukwuani, kalabari (del pueblo ijaw), okrika y ogoni.
Nigeria es el principal productor de petróleo de África. En el delta del Níger se extraen 2 millones de barriles diarios, unos 320 000 m³. A principios de 2012 se estimó que en el delta había unos 30 000 millones de barriles. En 2003, se quemaba el 99 % del gas sobrante, lo que representaba un inmenso volumen de gases invernadero, pero en 2010, esta proporción se había reducido a 11 %. La principal empresa en quemar en antorcha el gas es la Shell Petroleum Development Company of Nigeria Ltd, una joint venture que es en su mayor parte propiedad del gobierno nigeriano, subsidiaria de Shell Nigeria, nombre que toma en este país la petrolera anglo-holandesa Royal Dutch Shell.

## Clima

Mapa de Köppen de temperaturas de Nigeria. En rojo, desierto cálido; en calabaza, semiárido; en azul claro, clima mozónico, y en azul oscuro, tropical de sabana.

El clima de Nigeria es principalmente tropical, si bien existes variaciones, destacando el del monzón húmedo en el sudeste y la influencia de los vientos secos en el noreste del país. El clima es más húmedo a medida que se desciende hacia el sur. En el norte, la estación húmeda dura cuatro meses, de junio a septiembre; en el centro, de abril a octubre; en sur, de marzo a octubre, y en el sudeste, de marzo a noviembre. La región más seca se encuentra a orillas del lago Chad, con unos 500 mm, sube a 1000-1500 mm en el centro, supera los 2000 en el sur y alcanza los 3000 mm en el sudeste. Esto condiciona la vegetación, que pasa de ser semiárida de tipo Sahel en el norte, sabana en el centro y bosque en el sur, con manglares en la zona costera.
Las temperaturas dependen de las zonas climáticas. En el norte, el clima invernal es cálido y seco con máximas que pueden alcanzar los 40 °C, con noches frías que se acentúan en las tierras altas. En febrero, empiezan a subir las temperaturas en el interior, y entre marzo y mayo en el centro alcanzan también los 40 °C con medias de 30-32 °C. En el sur, son más suaves debido a la cercanía del océano, y cuando avanzan las lluvias se suavizan hasta que estas se hacen presentes en todo el país en junio. Entre junio y septiembre, las nubes y la humedad hacen las temperaturas más suaves, entre 28 y 30°C, aunque la humedad es más elevada.
En Kano, la mayor ciudad del norte de Nigeria, con casi cuatro millones de habitantes y a unos 500 m de altitud, caen unos 865 mm anuales, con más de 100 mm entre junio y septiembre, 200 mm en julio y 300 mm en agosto. Las temperaturas varían entre 12 y 30 oC en enero, 22 y 39 oC en abril y mayo, y 20-29 oC en agosto.
En Abuya, la capital, también a 500 m, pero al sur de la meseta de Jos, caen unos 1220 mm de lluvia anual, con más de 100 mm entre mayo y octubre, y más de 200 mm entre junio y septiembre.
En Lagos, en la costa occidental, caen 1540 mm, con más de 100 mm entre abril y octubre, y más de 300 mm en junio. Las temperaturas son muy constantes, entre 22-32 oC en enero y 22-28 oC en junio.

## Regiones

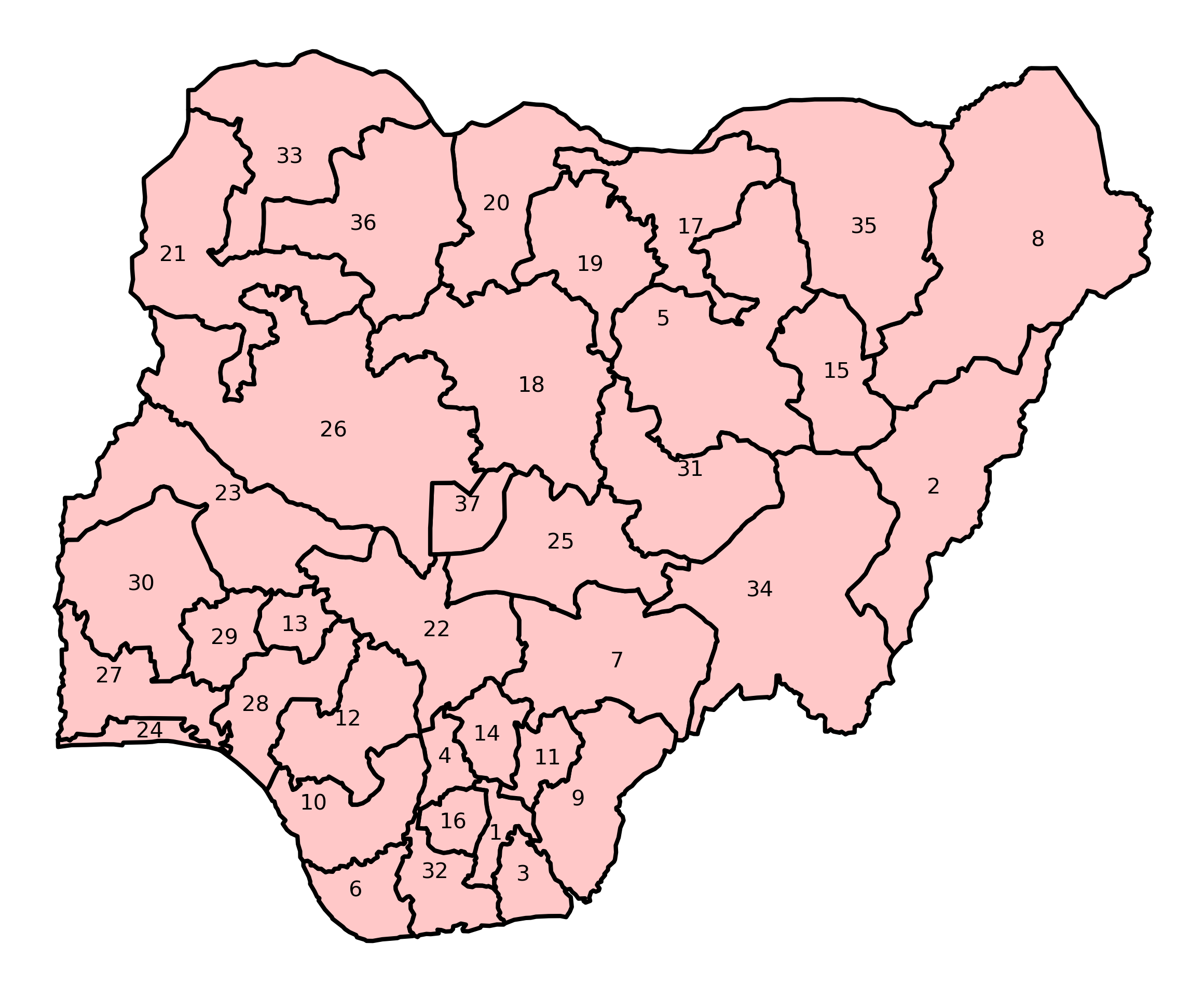
Mapa de los estados de Nigeria.

Nigeria se divide en 36 estados y un distrito federal: el Territorio Capital Federal de Abuya. A su vez los estados se dividen en Áreas de Gobierno Local (774 en total).
| 1. Anambra 2. Enugu 3. Akwa Ibom 4. Adamawa 5. Abia 6. Bauchi 7. Bayelsa 8. Benue 9. Borno 10. Cross River 11. Delta 12. Ebonyi | 1. Edo 2. Ekiti 3. Gombe 4. Imo 5. Jigawa 6. Kaduna 7. Kano 8. Katsina 9. Kebbi 10. Kogi 11. Kwara 12. Lagos 13. Nasarawa | 1. Níger 2. Ogun 3. Ondo 4. Osun 5. Oyo 6. Plateau 7. Rivers 8. Sokoto 9. Taraba 10. Yobe 11. Zamfara |  |

## Ríos de Nigería
Los principales ríos del país, ordenados por la longitud del río en el país, son los siguientes:
- Río Niger (1174,60 km) (compartido con Guinea, Malí,  Níger y Benín)
- Río Benue (796,5 km) (compartido con Camerún)
- Río Sokoto (627,5 km)
- Río Kaduna (547,1 km)
- Río Cross (539 km) (compartido con Camerún)
- Río Gongola (530,9 km)
- Río Komadugu Yobe (466,6 km)
- Río Gulbin Ka (378,1 km)
- Río Yedseram (353,9 km)
- Río Katsina-Ala (345,7 km)
- Río Zamfara (337,8 km)
- Río Hadejia (329,8 km)
- Río Ogun (305,7 km)
- Río Mariga (297,7 km)
- Río Ngodela (289,6 km)
- Río Donga (281,6 km)
- Río Osun (273,5 km)
- Río Osse (265,5 km)
- Río Imo (225,3 km)
- Río Anambra (209,2 km)
- Río Mada (201,1 km)
- Río Mungo (168,9 km)
- Río Oni (153,9 km)
- Río Yewa (120,7 km)

## Áreas protegidas de Nigeria

Parques nacionales de NIgeria

Hay un millar de áreas protegidas en Nigeria, unos 127 359 km², el 14 % del territorio (914 306 km²) y solo 31 km² de áreas marinas, el 0,02 % de los 182 868 km² que pertenecen al país. De esta enorme cantidad de zonas protegidas, 933 son reservas forestales de muy diversos tamaños, 12 son parques nacionales, 2 son santuarios de la naturaleza, 1 es una comunidad forestal, 5 son reservas estrictas de la naturaleza y 35 son reservas de caza. Además, hay una reserva de la biosfera de la UNESCO (Omo Strict Natural Reserve, de 1300 km²) y 35 reservas de caza.
El primer parque nacional, el del lago Kainji, fue establecido en 1979 por el general Olusegun Obasanjo. Los parques cubren un área de algo más de 26 000 km².
En Nigeria hay también 11 sitios Ramsar (humedales de importancia internacional), que cubren un total de 10 767 km², repartidos por todo el país (tres en el delta), y 27 IBAs (Áreas de importancia para las aves) catalogadas por BirdLife International, que comprenden 32 501 km², con un total de 864 especies de aves, de las que 24 son especies amenazadas y 4 son endémicas.

### Parques nacionales
- Parque nacional de la Cuenca del Chad, 2258 km²
- Parque nacional del Río Cross, 4000 km²
- Parque nacional de Gashaka Gumti, 6400 km²
- Parque nacional de Kainji, 5340 km²
- Parque nacional de Kamuku, 1120 km²
- Parque nacional de Okomu, 200 km²
- Parque nacional del Antiguo Oyo, 2512 km²
- Parque nacional Yankari, 2244 km²

## Etnias de Nigeria

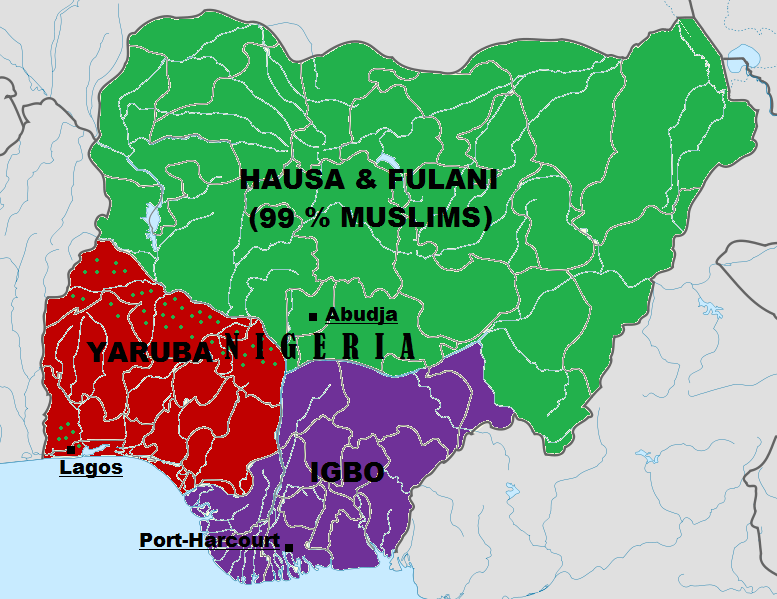
Mapa étnico y religioso de Nigeria

En Nigeria hay más de 250 etnias y se hablan más de 500 lenguas. Cuatro grupos étnicos constituyen el 70 % de una población muy joven, en la que el 42,5 % de sus habitantes tiene entre 0 y 14 años. Hay tres grupos religiosos principales: los musulmanes forman el 50 % de la población, los cristianos el 40 %, y el animismo o creencias indígenas el 10 % restante.
Los hausa son uno de los grupos étnicos más grandes de África. Viven en el norte y en el sur de Nigeria principalmente (aunque hay hausas en 16 países) y su primera lengua es el hausa, que hablan unos 44 millones de personas como primera lengua y unos 33 millones como segunda lengua. En el norte de Nigeria se han integrado con los fulani, formando entre ambos los hausa-fulani, que constituyen en torno al 30 % de la población nigeriana. En su mayoría son musulmanes.
Los fulani, por su parte, son unos 15 millones en Nigeria, entre ellos el presidente del Gobierno, Muhammadu Buhari, de un total de 40 millones repartidos por casi una veintena de países. Los nómadas fulani formaron uno de los imperios más poderosos de África Occidental antes de la llegada de los europeos, el califato de Sokoto. Con el dominio de las ciudades por los hausa, los fulani se fueron convirtiendo al islam y se integraron con ellos.
Los yoruba viven en el sudoeste de Nigeria y en el sur del vecino Benín. Representan el 20 % de la población, unos 34 millones en Nigeria y otros 3 millones repartidos por otros 17 países. Hablan la lengua yoruba y en torno al 60 % son cristianos. El resto son musulmanes o practican las religiones animistas que les son tradicionales y que han dado lugar a la santería en Cuba y Brasil.
Los igbo son el otro grupo importante de Nigeria. Unos 30 millones de los que 29 millones viven en Nigeria y el resto en media docena de países, la mayoría en Estados Unidos, donde fueron una gran proporción de los esclavos en Virginia y Maryland, pero también en Camerún, Sierra Leona y Guinea Ecuatorial. Hablan el idioma igbo, viven en la parte oriental del delta del Níger y la mayoría son cristianos, aunque algunos siguen practicando el animismo.
Según el Proyecto Joshua, una organización que intenta implantar el cristianismo evangélico en todos los grupos étnicos del mundo, en Nigeria hay 539 grupos étnicos, de los cuales una quincena superan el millón de miembros, entre ellos, los anaang (2,7 millones); berom (1,25 millones); ebira (2 millones); edo o bini (1,9 millones); una rama de los fulani llamada adamawa (1,47 millones) que adoptó el islam en el siglo XIX, y de los que hay otros 2,4 millones en Camerún; gbagyi (1,2 millones); ibibio (5,8 millones); ijaw (2,3 millones); igala (1,5 millones); kanuri (7 millones); nupe (1,7 millones); tiv (4,3 millones), y urhobo (1 millón).